# 3-я гвардейская армия
3-я гвардейская армия — оперативное войсковое объединение (общевойсковая армия) в составе Рабоче-крестьянской Красной армии (РККА) Вооружённых сил СССР во время Великой Отечественной войны (1941—1945).

## История

### 1942 год
3-я гвардейская армия была создана в декабре 1942 года на основании директивы Ставки ВГК от 5 декабря 1942 года в составе Юго-Западного фронта в ходе переименования 1-й гвардейской армии. В состав армии по состоянию на середину декабря входили 14-й стрелковый корпус, 50-я гвардейская, 197-я, 203-я и 278-я стрелковые дивизии, 90-я и 94-я отдельные стрелковые бригады, 1-й гвардейский механизированный корпус, 22-я мотострелковая бригада, а также три отдельных танковых полка.
Армия была введена в военные действия в ходе операции «Малый Сатурн»; принимала участие в боях на Среднем Дону и срыве попытки деблокирования 6-й армии Паулюса.

### 1943 год
С января по февраль армия участвовала в Ворошиловградской наступательной операции, затем армия была переведена в район Северского Донца, где принимала участие в оборонительных боях.
С августа по сентябрь армия участвовала в Донбасской операции, в октябре — в Запорожской операции, в ходе которой армия прорвала укреплённую оборону противника и наряду с 8-й гвардейской армией 14 октября освободила город Запорожье, а также ликвидировала плацдарм противника на левом берегу Днепра.
18 октября армия была включена в состав Южного фронта, 20 октября переименованного в 4-й Украинский фронт. В составе фронта армия вела тяжёлые бои по уничтожению никопольского плацдарма противника.

### 1944 год
С января по февраль 3-я гвардейская армия принимала участие в Никопольско-Криворожской операции. С ходу форсировала Днепр и вместе с 6-й армией 3-я гвардейская армия 8 февраля армия освободила Никополь.
13 февраля армия была выведена в резерв Ставки ВГК, а 18 апреля была включена в состав 1-го Украинского фронта, в составе которого в ходе Львовско-Сандомирской операции армия, прорвав оборону противника, прошла с боями около 250 км, при этом форсировав с ходу пять рек, в том числе Сан и Вислу. Совместно с другими армиями фронта 3-я гвардейская армия овладела сандомирским плацдармом на левом берегу Вислы и затем освобождала Польшу.

### 1945 год
В январе и феврале армия действовала в составе ударной группы 1-го Украинского фронта и наряду с соединениями левого крыла 1-го Белорусского фронта разгромила островецко-опатувскую группировку противника, пройдя с боями до 450—470 километров и выйдя к реке Нейсе.
В апреле и мае армия принимала участие в Берлинской наступательной операции. Наступая на правом фланге 1-го Украинского фронта, армия охватила с юга и юго-запада франкфуртско-губенскую группу войск противника, после ликвидации которой армия была передислоцирована с берлинского на дрезденское направление, где приняла участие в Пражской операции. К утру 9 мая, вслед за 3-й и 4-й гвардейскими танковыми армиями, передовые части армии вступили в Прагу.
Все корпуса и дивизии 3-й гвардейской армии были расформированы в июне—июле 1945 года ещё на территории Чехословакии. Управление армии в июле 1945 года передано в Приволжский военный округ и обращено на доукомплектование штаба округа, посе чего в июле 1945 года также расформировано.

## Состав
(на 1 мая 1945 года)

Стрелковые части:
- 21-й стрелковый корпус:
  - 58-я стрелковая дивизия
  - 253-я стрелковая дивизия
  - 389-я стрелковая дивизия
- 76-й стрелковый корпус:
  - 127-я стрелковая дивизия
  - 287-я стрелковая дивизия
- 120-й стрелковый корпус:
  - 106-я стрелковая дивизия
  - 197-я стрелковая дивизия
  - 329-я стрелковая дивизия
- 149-я стрелковая дивизия

Части связи:

- 125-й отдельный Келецкий[4] орденов Александра Невского[5] и Красной Звезды полк[6] связи.

## Командование
Командующие
- генерал-лейтенант Лелюшенко, Дмитрий Данилович (декабрь 1942 г. — март 1943 г.);
- генерал-майор артиллерии Хетагуров, Георгий Иванович (март — август 1943 г.);
- генерал-лейтенант Лелюшенко, Дмитрий Данилович (август 1943 г. — февраль 1944 г.);
- генерал-лейтенант Рябышев, Дмитрий Иванович (февраль — март 1944 г.);
- генерал-полковник Гордов, Василий Николаевич (апрель 1944 г. — до конца войны).

Члены Военного совета
- полковник, генерал-майор Колесниченко, Иван Сазонович (декабрь 1942 г. — до конца войны).

Начальники штаба армии
- генерал-майор Крупенников, Иван Павлович (август — декабрь 1942 ., попал в плен под Миллерово);
- генерал-майор артиллерии Хетагуров, Георгий Иванович (декабрь 1942 г. — декабрь 1943 г.);
- генерал-майор Ребриков, Корней Григорьевич (декабрь 1943 г. — май 1944 г.);
- генерал-майор Рыбальченко, Филипп Трофимович (май — декабрь 1944 г.);
- генерал-лейтенант Любарский, Степан Иванович (декабрь 1944 г. — апрель 1945 г.);
- генерал-майор Зелинский, Николай Николаевич (апрель 1945 г. — до конца войны).

Начальники тыла
- генерал-майор Похазников, Пётр Николаевич (декабрь 1942 г. — февраль 1944 г.).

Начальники артиллерии
- полковник, 9.04.1943 генерал-майор Меткалёв, Анатолий Григорьевич (декабрь 1942 г. — ?).

Начальники инженерных войск
- генерал-майор Гусев, Александр Никифорович (декабрь 1942 г. — до конца войны).